# Michael Heuschneider

Michael Heuschneider

Michael Heuschneider (* 12. Januar 1888 auf dem Weiler Oberhof bei Wiesenfelden, Niederbayern; † nach 1936) war ein deutscher Politiker (NSDAP).

## Leben und Wirken

### Frühe Jahre
Heuschneider war ein Sohn des Michael Heuschneider (* 18. August 1859 in Bogenroit, Bayern; † 2. Juni 1924 in Oelsnitz) und der Anna Maria Heuschneider, geb. Sgagerer (* 9. April 1859 in Kramerberg, Verwaltungsbezirk Viechtacht; † 31. August 1936 in Oelsnitz).
Heuschneider besuchte von 1894 bis 1902 die Volksschule in Oelsnitz im Erzgebirge. Von 1902 bis 1908 arbeitete er als Bergarbeiter in Oelsnitz. Von 1908 bis 1910 gehörte er dem Infanterieregiment 139 in Döbeln an. Danach arbeitete er von 1910 bis 1914 wieder als Bergarbeiter in Oelsnitz.
Im August 1914 zog Heuschneider als Reservist des Infanterieregiments 181 in den Ersten Weltkrieg. Im Krieg wurde er mit dem Eisernen Kreuz 2. Klasse, der St.-Heinrichs-Medaille, der Friedrich-August-Medaille und dem Verwundetenabzeichen ausgezeichnet. 1918 geriet Heuschneider in englische Kriegsgefangenschaft, aus der er 1919 im Range eines Vizefeldwebels der Reserve heimkehrte.

### Weimarer Republik und NS-Zeit
Nach dem Krieg arbeitete Heuschneider als Aufseher bei der Gewerkschaft "Deutschland" in Oelsnitz. Von 1923 bis 1926 war er in dieser Gemeinde auch Stadtverordneter.
Zum 18. Mai 1927 schloss Heuschneider sich der NSDAP an (Mitgliedsnummer 61.580).
Bei der Reichstagswahl vom Juli 1932 wurde Heuschneider als Kandidat der NSDAP für den Wahlkreis 30 (Chemnitz-Zwickau) in den Reichstag gewählt. Sein Mandat wurde bei den Wahlen vom November 1932, März 1933 und November 1933 bestätigt. Er gehörte dem Reichstag insgesamt knapp vier Jahre lang, von Juli 1932 bis zum März 1936, als Abgeordneter an.
Als Führer der SA-Standarte 183 war Heuschneider an der Misshandlung und Ermordung von Häftlingen im KZ Oelsnitz beteiligt.

## Ehe und Familie
Heuschneider heiratete am 18. Mai 1911 Frieda Elsa Meyer (* 25. Oktober 188 in Hohndorf; † 28. November 1964 in Karl-Marx-Stadt). Die Eheschließung fand in Oelsnitz im Erzgebirge statt. Aus der Ehe ging der Sohn Georg Heinz Heuschneider (* 21. Juni 1911 in Oelsnitz; † 16. Juni 1974 in Oelsnitz) hervor.